# Berehove, Ialta
Berehove (în ucraineană Берегове) este o așezare de tip urban din orașul regional Ialta, Republica Autonomă Crimeea, Ucraina. În afara localității principale, nu cuprinde și alte sate.

## Demografie
Componența lingvistică a așezării de tip urban Berehove
     Rusă (77,2%)
     Ucraineană (21,76%)
     Alte limbi (0,63%)
Conform recensământului din 2001, majoritatea populației așezării de tip urban Berehove era vorbitoare de rusă (77,2%), existând în minoritate și vorbitori de ucraineană (21,76%).